# Vladimir Baranov-Rossiné
Vladimir Baranov-Rossiné (ukrainsk: Володимир Давидович Баранов-Россіне; født 1. januar 1888 i Kherson i Det Russiske Kejserrige, nuværende Ukraine; død 1944 i Auschwitz) var en ukrainsk og russisk maler, avantgardekunstner og opfinder.
Baranov-Rossiné studerede 1903-08 ved kunstakademiet i Odessa, senere ved kunstakademiet i Sankt Petersborg.
1910 rejste han til Paris hvor han omgikkes andre russiske kunstnere og desuden Hans Arp og parret Robert og Sonia Delaunay. Han udstillede på Salon des Indépendants og eksperimenterede med skulpturer hvoraf en udstillet 1914 på salonen blev latterliggjort i en sådan grad at han endte med at kaste den i Seinen. Den franske kritiker Guillaume Apollinaire viste dog mere forståelse for Baranov-Rossinés formsprog.
Under 1. verdenskrig opholdt han sig i Norge; 1917-25 var han tilbage i Rusland.
Baranov-Rossiné virkede også som opfinder. 1926 udtog han patent på et såkaldt "optofonisk klaver", og 1927 grundlagde han et optofonisk akademi i Paris.
Baranov-Rossiné blev under 2.verdenskrig af nazisterne sendt til Auschwitz og døde 1944.
| - Selvportrætter - 1907 - år? - 1907/08 - Ca. 1910 - 1912 - 1914 |

| - Andre portrætter - Baranov-Rossines søster, 1908 - Pauline Baranoff-Rossine, hustru 1925 - Hushjælpen, 1930 - 'Tatiana', 1940'erne - Portræt af en ambassadør, ukendt år |

| - Andre værker af Vladimir Baranov-Rossiné - Ældre kvinde i blåt tøj, 1905-08 - Søen Le Lac, 1911 - Ivan Kolesnikov, 1917-19, russisk maler - L.Ya. Rybakova og datter, 1920/21 - Adam og Eva, 1912 - Adam og Eva, ukendt år |